# Jaunannas pagasts
Jaunannas pagasts er en territorial enhed i Alūksnes novads i Letland. Pagasten etableredes i 1945, havde 553 indbyggere i 2010 og 510 indbyggere i 2016 og omfatter et areal på 93,99 kvadratkilometer. Hovedbyen i pagasten er Jaunanna.